# 貓眼症候群
貓眼症候群（英語：Cat eye syndrome）是一種遺傳病，其會導致眼睛虹膜的缺損，使眼睛看起來像貓眼一樣。
其在瑞士的發生率約為1/50000至1/150000。
遺傳方面，其遺傳方式為無家族史的偶發案例。最常原因為最常是因為第22對染色體長臂11位置發生了重複及180度反轉所致，而帶有2個染色體的著絲點及雙衛星區域。